# Luftwaffenamt
Das Luftwaffenamt (LwA) war eine der beiden Höheren Kommandobehörden der Luftwaffe (HöhKdoBehLw) mit Sitz in Köln-Wahn. Von 1956 bis 1962 hieß es Allgemeines Luftwaffenamt. Es wurde mit Ablauf des 30. Juni 2013 aufgelöst.

## Aufgaben
Das Luftwaffenamt erfüllte zentrale Aufgaben für die Luftwaffe, die nicht der unmittelbaren Operationsführung dienten (für diese war das Luftwaffenführungskommando zuständig). Zum Teil wurden Aufgaben für die gesamte Bundeswehr wahrgenommen (Flugbetrieb, Flugsicherheit). Das Luftwaffenamt war in der Luftwaffe vor allem verantwortlich für die allgemeinmilitärische und die militärfachliche Ausbildung der Soldaten sowie für die waffensystemspezifische Einsatzlogistik.

## Gliederung

### Führung

Organigramm des Luftwaffenamtes

- Amtschef

An der Spitze des Luftwaffenamtes stand der Amtschef im Dienstgrad eines Generalmajors. Er führte das Luftwaffenamt und die ihm unmittelbar unterstellten Dienststellen.
- Stellvertretender Amtschef und Leiter Abteilungen mit Fachaufgaben

Der Stellvertreter des Amtschefs unterstand dem Amtschef unmittelbar, zugleich war er Leiter der Abteilungen mit Fachaufgaben im Luftwaffenamt. Er trug den Dienstgrad eines Brigadegenerals.
- Chef des Stabes

Der Chef des Stabes, im Dienstgrad Oberst i. G., führte die Abteilungen des Stabes, die der Unterstützung des Amtschefs dienten.

### Fachabteilungen
Zum Luftwaffenamt gehörten neben dem Stab mit den Stabsabteilungen als Fachabteilungen mit besonderem Aufgabengebiet:
- die Abteilung Flugsicherheit in der Bundeswehr (Abt FlSichhBw), geführt vom General Flugsicherheit in der Bundeswehr (GenFlSichhBw, inoffiziell GenFlusi genannt),
- das Zentrum für Weiterentwicklung der Luftwaffe (ZWELw), geführt vom General Weiterentwicklung der Luftwaffe,
- die Abteilung Presse- und Informationszentrum der Luftwaffe (Abt PrInfoZLw), welche unter anderem die Internetpräsenz der Luftwaffe verwaltete und aktualisierte,
- die Abteilung Flugbetrieb in der Bundeswehr (Abt FlBtrbBw),
- die Abteilung Personalstruktur, Organisation, Controlling, Aufwandsbegrenzung und Rationalisierung der Luftwaffe (Abt POCARLw) sowie
- die Gruppe Inspizierungen der Luftwaffe (Grp InspizLw).

### Unterstellungen
Dem Luftwaffenamt unterstanden auf der Divisionsebene
- das Luftwaffenausbildungskommando (LwAusbKdo)

Das LwAusbKdo steuerte die Ausbildung in der Luftwaffe und führte das Luftwaffenausbildungsregiment sowie die Schulen der Luftwaffe.
- das Waffensystemkommando der Luftwaffe (WaSysKdo Lw).

Das WaSysKdo Lw war für die Luftwaffenrüstung und die Materialverwaltung der Luftwaffe und der fliegenden Waffensysteme der Bundeswehr sowie die Einsatzlogistik der Luftwaffe zuständig. Ihm unterstanden das Luftwaffeninstandhaltungsregiment 1 in Erding und das Luftwaffeninstandhaltungsregiment 2 in Diepholz sowie das Waffensystemunterstützungszentrum in Landsberg am Lech.
Dem Luftwaffenamt unterstanden ferner:
- der Generalarzt der Luftwaffe (GenArztLw) in Siegburg,
- das Rechtsberaterzentrum Luftwaffe Wahn (RBZ Lw WAHN),
- das Amt für Flugsicherung der Bundeswehr (AFSBw) in Frankfurt am Main und
- die Luftwaffenunterstützungsgruppe Wahn (LwUstgGrp WAHN).

## Amtschefs
Von 1956 bis 1958 war Oberst Joachim Schneider Kommandant.
| Zeitraum                                      | Amtschef                              |
| --------------------------------------------- | ------------------------------------- |
| 1. April 1958 – 30. Juni 1961                 | Brigadegeneral Hermann Busch          |
| 1. Juli 1961 – 31. März 1963                  | Brigadegeneral Ernst Kusserow         |
| 1. April 1963 – 31. März 1967                 | Generalmajor Kurt-Gustav Nagel        |
| 1. April 1967 – 31. März 1968                 | Generalleutnant Helmut Mahlke         |
| 1. April 1968 – 2. Juni 1971                  | Generalleutnant Adolf Hempel          |
| 1. Juli 1971 – 30. September 1975             | Generalleutnant Uwe Vogel             |
| 1. Oktober 1975 – 30. Juni 1976               | Generalleutnant Ernst-Dieter Bernhard |
| 1. Oktober 1976 – 30. September 1977          | Generalleutnant Friedrich Obleser     |
| 1. Oktober 1977 – 31. März 1982               | Generalleutnant Richard Frodl         |
| 1. April 1982 – 30. September 1984            | Generalleutnant Günter Raulf          |
| 1. Oktober 1984 – 30. September 1987          | Generalleutnant Paul Sommerhoff       |
| 1. Oktober 1987 – 31. März 1989               | Generalleutnant Walter Schmitz        |
| 1. April 1989 – 31. März 1992                 | Generalleutnant Joachim Sochaczewski  |
| 1. April 1992 – 31. März 1994                 | Generalleutnant Peter Haarhaus        |
| 1. April 1994 – 30. September 1998            | Generalmajor Botho Engelien           |
| 1. Oktober 1998 – 25. September 2002          | Generalmajor Jörg Köpke               |
| 26. September 2001 – 30. September 2003       | Generalmajor Servatius Maeßen         |
| 1. Oktober 2003 – 31. Oktober 2005            | Generalmajor Wolfgang Döring          |
| 1. November 2005 – 30. November 2009          | Generalmajor Winfried Gräber          |
| 30. November 2009 – 18. Dezember 2012         | Generalmajor Peter Funk               |
| 18. Dezember 2012 – 30. Juni 2013 (Auflösung) | Generalmajor Ansgar Rieks             |